# 3832 Shapiro
A 3832 Shapiro (ideiglenes jelöléssel 1981 QJ) a Naprendszer kisbolygóövében található aszteroida. Edward L. G. Bowell fedezte fel 1981. augusztus 30-án.